# Échangeur de l'autoroute A6b
L'échangeur de l'autoroute A6b est un échangeur autoroutier situé sur le boulevard périphérique de Paris, en France.

## Histoire
La section comprise entre la porte de la Plaine et la porte d'Italie est le premier tronçon du boulevard périphérique à être terminé et est inauguré le 12 avril 1960. Elle présente une largeur d'emprise de 60 mètres avec trois chaussées : deux chaussées à grande circulation de 10,50 m de largeur chacune, séparées par un terre-plein central de 2 m et qui sont franchies dans les grandes artères radiales à niveaux différents et une chaussée de 12 m séparée des précédentes par un terre-plein planté d'arbres et destinée à la desserte des immeubles situés en bordure de la capitale, ainsi qu'à la canalisation vers les grandes artères radiales du trafic provenant des voies de la proche banlieue. Le tronçon de la porte d'Italie à la porte d'Ivry est mis en service en janvier 1968. L'autoroute A6b et son échangeur avec le boulevard périphérique est quant à lui mis en service en 1969.

## Descriptif
L'échangeur de l'autoroute A6b est un échangeur à deux niveaux permettant les échanges du boulevard périphérique avec l'autoroute du Soleil et la voirie locale. Seuls les échanges de l'autoroute en entrée vers le périphérique extérieur et ceux en sortie du périphérique intérieur vers l'autoroute sont autorisés.

## Requalification urbaine de la couverture de l'autoroute A6b
Quelques années après l'inauguration de l'échangeur et de l'autoroute A6b, quatre couvertures acoustiques sont réalisées afin de limiter les nuisances sonores, formant un ensemble nommé Tunnel de Bicêtre. La première section dite « Couverture Grandchamp » concerne directement l'échangeur puisqu'elle court, au Kremlin-Bicêtre, de la rue Élisée-Reclus jusqu'au carrefour de la Convention et mesure 75 m. Ces couvertures légères sont déposées en 2001 et remplacées par des couvertures acoustiques provisoires en attente de travaux de requalification complète. Le projet global concerne les communes d'Arcueil, de Gentilly et du Kremlin-Bicêtre et est estimé à 120 millions d'euros en 2004. Le Centre scientifique et technique du bâtiment (CSTB) a optimisé la conception de ses damiers phoniques par simulation numérique.
La partie située au nord du projet s'étend sur environ 200 mètres jusqu'au raccordement avec les tunnels reliant l'autoroute A6b au boulevard périphérique de Paris au droit de la porte d'Italie. Du fait d'une géométrie très contrainte (dénivelée importante, bretelles d'échange avec l'autoroute A6b depuis la Poterne des Peupliers), cette section restera découverte. Afin de protéger de façon efficace les habitations riveraines, plusieurs types de protections à la source sont envisagées :
- des écrans acoustiques absorbants : implantés sur la rive est sur les encorbellements et les piédroits, ils feront 4 mètres de haut et seront inclinés de 15° sur une longueur de 225 m ;
- des parements acoustiques absorbants : implantés sur le mur pignon côté est et sur les piédroits de la tranchée découverte, ils seront composés de dallettes en béton bois et couvriront une surface de 2 925 m2[2].

La Couverture Grandchamp doit, quant à elle, être remplacée par une couverture lourde constituée d'une dalle épaisse de 0,95 m.

Vue des travaux en 2011 au droit du Kremlin-Bicêtre
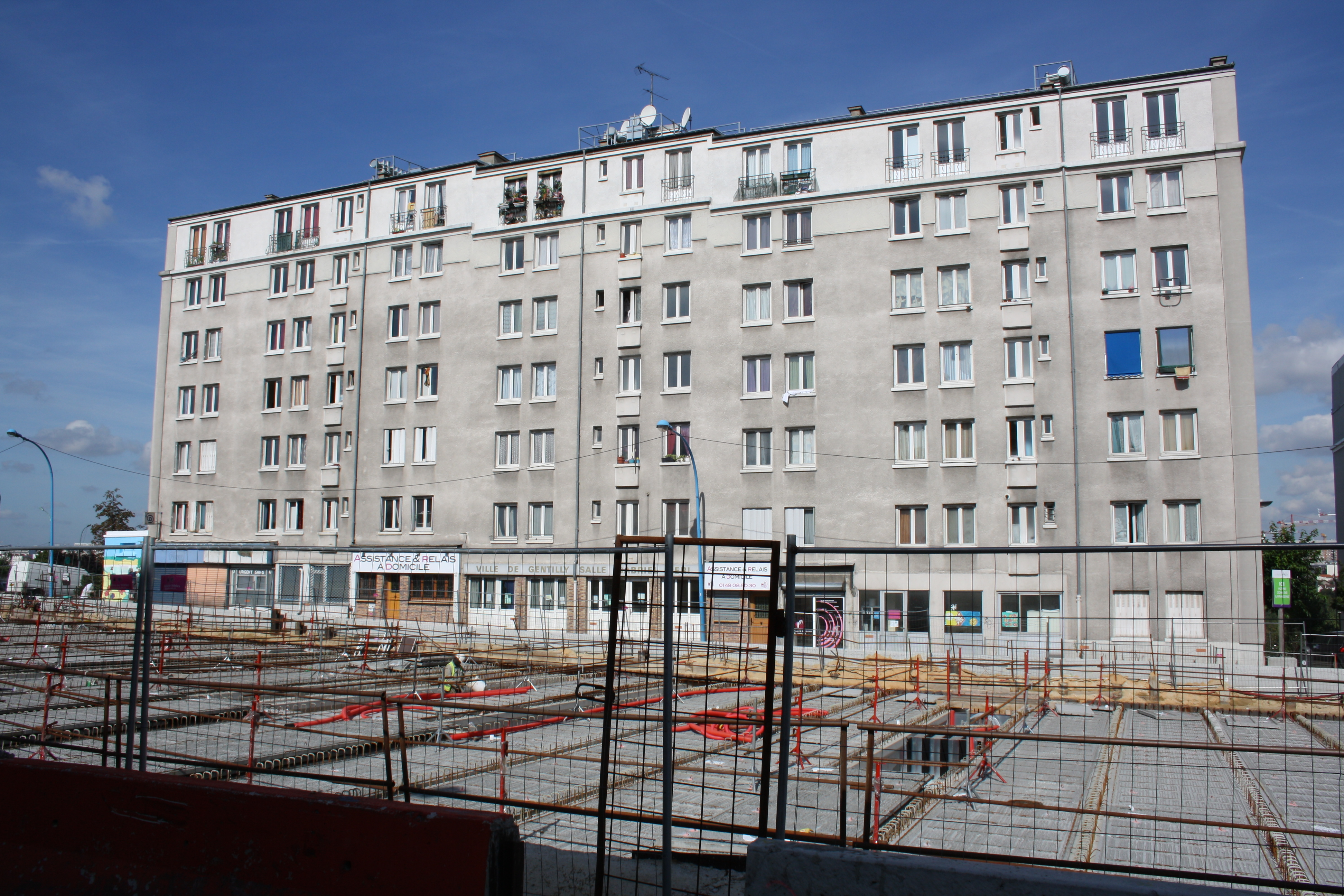
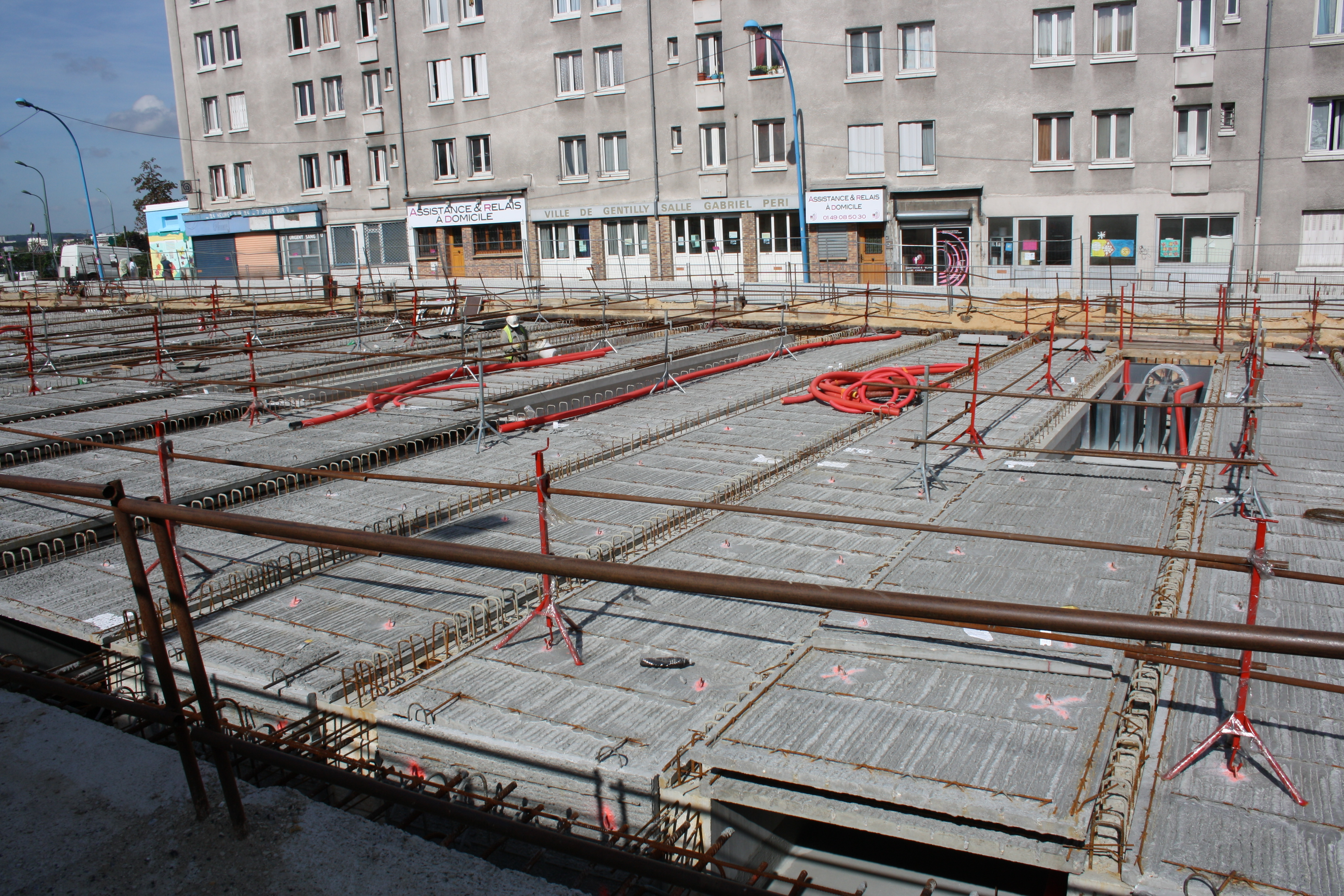
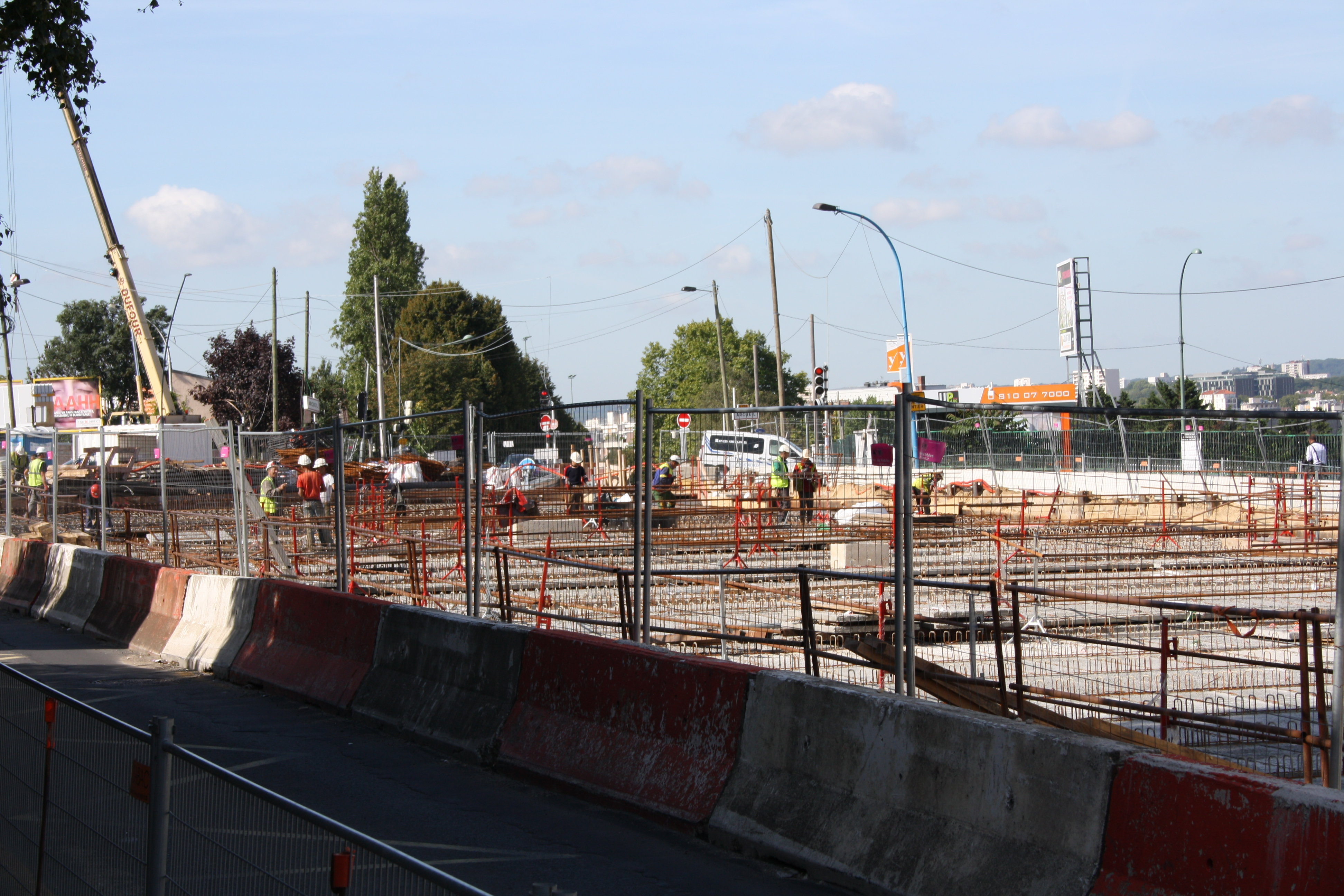
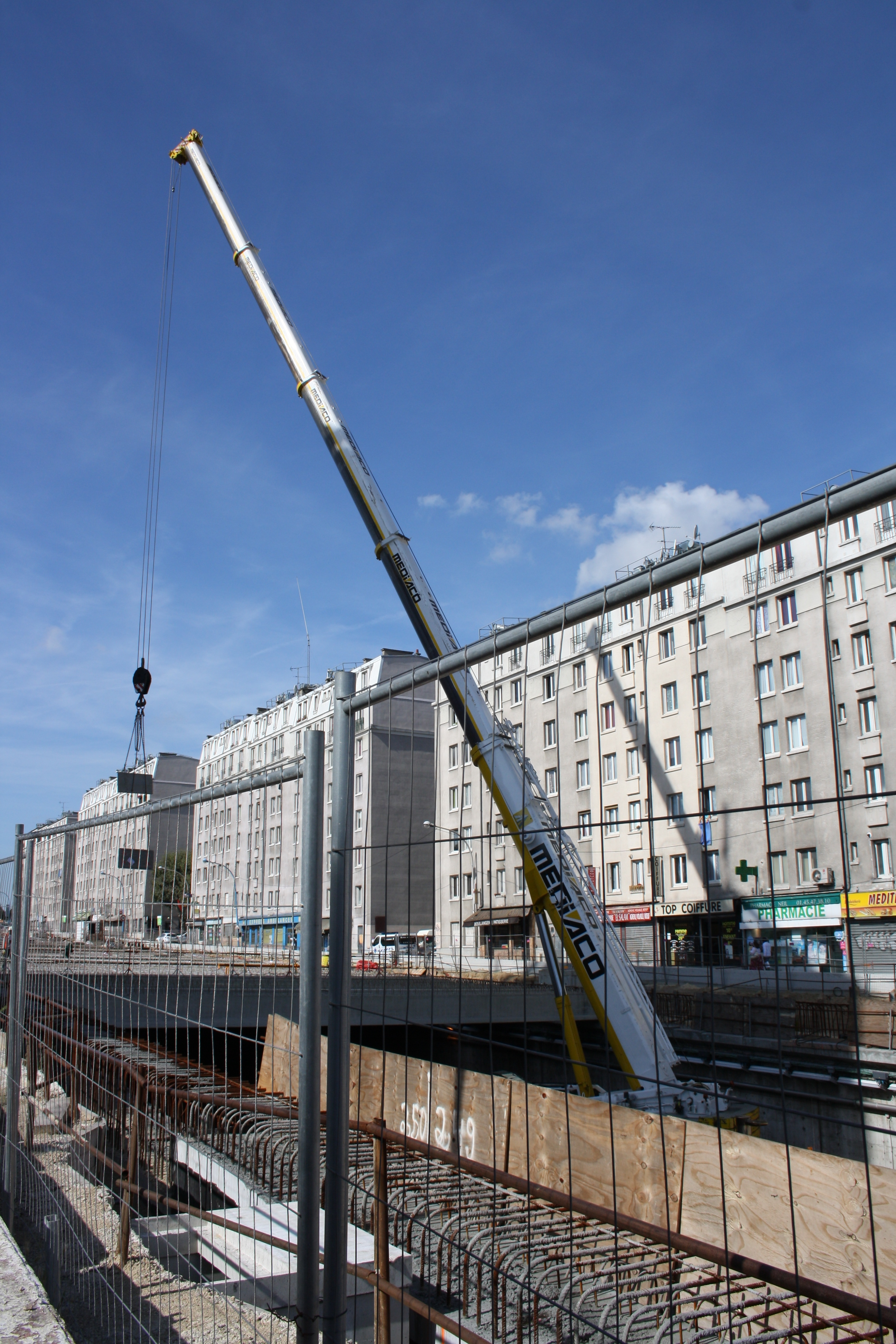
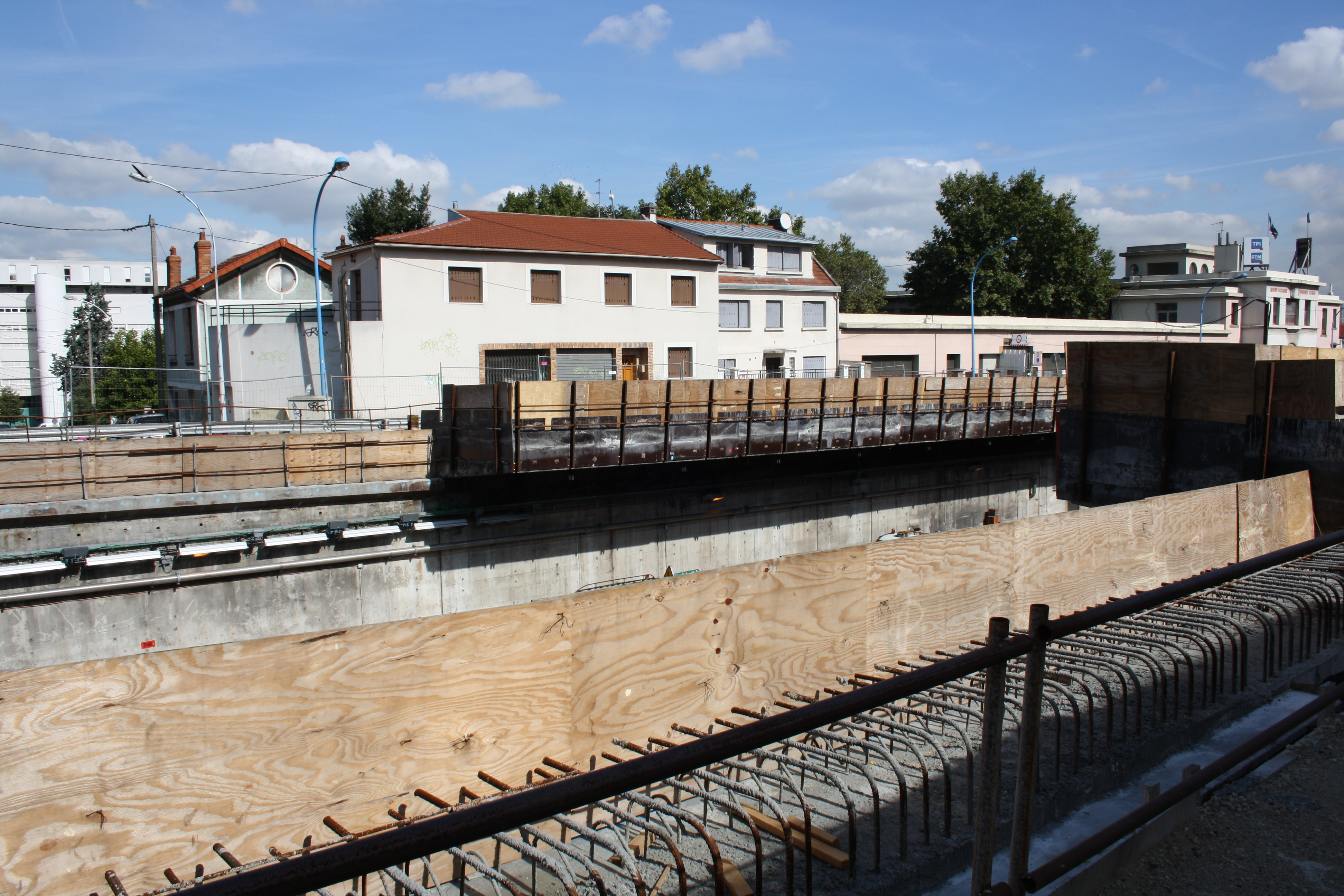